# Tabanus onoi
Tabanus onoi är en tvåvingeart som beskrevs av Murdoch och Takahasi 1969. Tabanus onoi ingår i släktet Tabanus och familjen bromsar. Inga underarter finns listade i Catalogue of Life.